# A Canda (La Mezquita)
A Canda (llamada oficialmente San Antón da Canda) es una parroquia y un pueblo del municipio español de La Mezquita, en la provincia de Orense, Galicia.

## Organización territorial
La parroquia está formada por una entidad de población:
- A Canda

## Demografía
Gráfica demográfica del pueblo y parroquia de A Canda según el INE español:
| Gráfica de evolución demográfica de A Canda entre 2000 y 2022 |
|                                                               |
| Datos según el nomenclátor publicado por el INE.              |